# Brill (Buckinghamshire)
Brill es una villa y parroquia civil en Aylesbury Vale, en el distrito de Buckinghamshire, Inglaterra, cerca de la frontera con Oxfordshire. Está a unos 6 km al noroeste de Long Crendon y a 11 al sureste de Bicester. Cuenta con una carta real para celebrar un mercado semanal, pero no lo ha hecho durante muchos años.

## Toponimia
El nombre de Brill es una tautología, ya que resulta de la combinación de dos términos: breg, procedente de una lengua celta, e hyll, de origen anglosajón, ambos cuyo significado es 'colina'. Durante el reinado de Eduardo el Confesor fue un pueblo llamado Bruhella.[cita requerida]

## Mansión

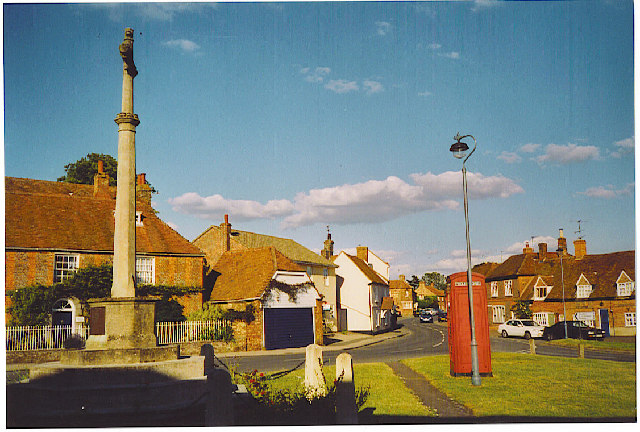
Centro de Brill.

La mansión de Brill fue el centro de administración para la caza del bosque real Bernwood y fue durante mucho tiempo propiedad de la Corona. El rey Eduardo el Confesor tenía un palacio allí. Hay evidencia de que Enrique II, Juan I, Enrique III y Esteban y todas sus cortes estuvieron en este palacio. Se mantuvo en su lugar hasta la época de Carlos I, quien convirtió el edificio en guarnición realista durante la Guerra Civil Inglesa. Esto llevó al parlamentarista John Hampden a destruirla en 1643.

## Pequeño Londres
La aldea de Pequeño Londres (Little London), ubicada hacia el sur, formó parte de la parroquia de Brill hasta 1934, cuando el Consejo del Condado de Buckinghamshire movió el límite de la parroquia y transfirió la aldea a Oakley. Cuando el ferrocarril metropolitano construyó la estación de Brill, se ha dicho que, en honor a la atmósfera metropolitana que los planificadores estaban tratando de evocar, otra Pequeña Londres fue fundada hacia el norte de la aldea.